# Киясово (Удмуртия)
Кия́сово — село в Удмуртии. Административный центр Киясовского района.

## География
Расположено на реке Киясовка, ближайшая железнодорожная станция Кечево в 23 км.
Находится в 65 км к югу от Ижевска.

## История
Киясово основано в 1710 году. Название происходит от имени первого поселенца Кияса.
До революции входило в состав Сарапульского уезда Вятской губернии. По данным десятой ревизии в 1859 году в 72 дворах казённой деревни Киясова большая проживал 581 человек, работало 6 мельниц.
4 ноября 1926 года Киясово становится районным центром в составе Сарапульского округа Уральской области, затем — в составе Кировской области, с 22 октября 1937 года — в составе Удмуртии.

## Население
| 1959  | 1970  | 1979  | 1989  | 2002  | 2003  | 2010  |
| ----- | ----- | ----- | ----- | ----- | ----- | ----- |
| 1794  | ↗2240 | ↗2857 | ↗3372 | ↘3302 | ↗3400 | ↘3207 |
| 2012  | 2021  |       |       |       |       |       |
| ↘3200 | ↘3187 |       |       |       |       |       |

## Достопримечательности
- Памятник труженикам тыла и детям войны (2016) — скульптурная группа матери со снопом в руках и сына, принесшего ей на поле котомку с едой. На лицевой части постамента на гранитной мемориальной плите высечено: «Труженикам тыла и детям войны, героям, которые выстояли перед лицом тяжелейших испытаний и ценой неимоверных лишений приближали Великую Победу. 1941−1945». Ниже находится другая гранитная плита, где сказано, что на этом месте заложена капсула с посланием к потомкам. Скульптор — Александр Шихов[10][11].

## Известные люди
- Коробейников, Афанасий Гурьянович (1898, село Киясово — 1972) — участник Великой Отечественной войны, Герой Советского Союза. Родился, жил и был похоронен в Киясове.
- Кривоногов, Пётр Александрович (1910—1967) — художник-баталист. Родился в с. Киясово.
- Шамшурин, Василий Григорьевич (1920—1942) — участник Великой Отечественной войны, Герой Советского Союза (посмертно). Родился в дер. Красноярск (возле с. Киясово), окончил семилетку в Киясовской школе.

## Экономика
- OOO «Аквааргентум»,
- ООО «Адмирал»
- ООО «Оптовик»
- ООО «Глория»
- ООО «Время+»

## Транспорт
Транспортное сообщение осуществляется рейсовыми автобусами до Ижевска и Сарапула.

## Инфраструктура
- Киясовская районная больница.

## Культура
- Дом народного творчества
- Муниципальный музей имени П. А. Кривоногова

## Достопримечательности
- В Киясово находится открытый в 1997 году музей художника-баталиста Кривоногова, уроженца села.
- Установлен памятник солдатам Великой Отечественной войны.
- Имеется Памятник труженикам тыла и детям войны.
- Недалеко от села находится святой ключ — место паломничества православных христиан.
- На территории района так же проходил Сибирский тракт, от которого остались два каменных мостика: один недалеко от д. Атабаево, второй около с. Яжбахтино. Так же в некоторых местах сохранилась дорога, вымощенная камнем.